# Kasalka Range
Kasalka Range är ett berg i Kanada.   Det ligger i provinsen British Columbia, i den sydvästra delen av landet, 3 800 km väster om huvudstaden Ottawa. Toppen på Kasalka Range är 2 125 meter över havet, eller 10 meter över den omgivande terrängen. Bredden vid basen är 0,19 km.
Terrängen runt Kasalka Range är kuperad åt sydost, men åt nordväst är den bergig. Trakten runt Kasalka Range är nära nog obefolkad, med mindre än två invånare per kvadratkilometer.. Det finns inga samhällen i närheten.
Trakten runt Kasalka Range består i huvudsak av gräsmarker.